# پرستار جنگ
پرستار جنگ (انگلیسی: War Nurse) یک فیلم در ژانر جنگی به کارگردانی ادگار سلوین محصول سال ۱۹۳۰ میلادی کشور ایالات متحده آمریکا است.

## بازیگران
- رابرت مونتگومری در نقش Lieutenant Wally O'Brien
- آنیتا پیج در نقش Joy Meadows
- جون واکر در نقش Barbara "Babs" Whitney
- رابرت ایمز در نقش Lieutenant Robin "Robbie" Neil
- زیسو پیتس در نقش Cushie, a nurse
- ماری پروو در نقش Rosalie Parker
- هلن جرومه ادی در نقش Marian, aka "Kansas"
- هدا هاپر در نقش Mrs. Townsend
- ادوارد ناگنت در نقش Lieutenant Frank Stevens
- مارتا اسلیپر در نقش Helen
- Michael Vavitch در نقش Doctor
- جان میلجان در نقش French Medical Officer (در عنوان‌بندی نیامده)
- لرتا یانگ در نقش Nurse (در عنوان‌بندی نیامده)
- ساندرا راول در نقش French Chanteuse (در عنوان‌بندی نیامده)